# Barrier
Barrier es un juego arcade de laberintos que utiliza gráficos vectoriales lanzados por Vectorbeam en 1979.

## Jugabilidad
En este juego muy básico, los jugadores mueven un pequeño triángulo alrededor de la cuadrícula, mientras intentan evitar los diamantes que también se mueven en la cuadrícula. Al llegar al final de la grilla, el jugador vuelve al principio de la grilla para ganar puntos. El juego se juega en una cuadrícula de 3x9 que se muestra en ángulo para que parezca estar en 3D.

## Historia
El juego fue vendido a Vectorbeam por Cinematronics.